# غويدو كروسيتو
جويدو كروسيتو (ولد في 19 سبتمبر 1963) هو رجل أعمال وسياسي إيطالي شغل منصب وزير الدفاع منذ 22 أكتوبر 2022 في حكومة رئيسة الوزراء جورجيا ملوني. كان سابقًا ديمقراطيًا مسيحيًا، وشغل منصب وكيل وزارة الدفاع (2008-2011)، وكان كروسيتو من بين مؤسسي حزب إخوة إيطاليا المحافظين الوطنيين (FDL) في عام 2012، والذي شغل منصب رئيسه من 21 ديسمبر 2012 إلى 4 أبريل 2013.